# Fabiano Joseph
Fabiano Joseph Naasi (Babati, 24 dicembre 1985) è un mezzofondista e maratoneta tanzaniano, campione mondiale di mezza maratona nel 2005.

## Palmarès
| Anno | Manifestazione             | Sede           | Evento         | Risultato | Prestazione | Note                                     |
| ---- | -------------------------- | -------------- | -------------- | --------- | ----------- | ---------------------------------------- |
| 2002 | Mondiali di cross          | Dublino        | Corsa juniores | 72º       | 26'09"      |                                          |
| 2003 | Mondiali di cross          | Losanna        | Corsa lunga    | 19º       | 37'49"      |                                          |
| 2003 | Mondiali                   | Saint-Denis    | 10000 m piani  | 13º       | 28'06"36    |                                          |
| 2003 | Mondiali di mezza maratona | Vilamoura      | Individuale    | Argento   | 1h00'52"    | Miglior prestazione personale            |
| 2003 | Mondiali di mezza maratona | Vilamoura      | A squadre      | Argento   | 3h03'01"    |                                          |
| 2004 | Mondiali di cross          | Bruxelles      | Corsa lunga    | 7º        | 36'49"      |                                          |
| 2004 | Mondiali juniores          | Grosseto       | 5000 m piani   | 6º        | 13'33"62    |                                          |
| 2004 | Mondiali juniores          | Grosseto       | 10000 m piani  | Argento   | 28'04"45    |                                          |
| 2004 | Giochi olimpici            | Atene          | 5000 m piani   | Batteria  | 13'31"89    |                                          |
| 2004 | Giochi olimpici            | Atene          | 10000 m piani  | 10º       | 28'01"94    |                                          |
| 2004 | Mondiali di mezza maratona | Nuova Delhi    | Individuale    | Argento   | 1h02'31"    | Miglior prestazione personale            |
| 2005 | Mondiali                   | Helsinki       | 5000 m piani   | 15º       | 13'42"50    |                                          |
| 2005 | Mondiali di mezza maratona | Edmonton       | Individuale    | Oro       | 1h01'08"    |                                          |
| 2006 | Giochi del Commonwealth    | Melbourne      | 5000 m piani   | 5º        | 13'12"76    |                                          |
| 2006 | Giochi del Commonwealth    | Melbourne      | 10000 m piani  | Bronzo    | 27'51"99    |                                          |
| 2007 | Mondiali di mezza maratona | Udine          | Individuale    | 11º       | 1h00'27"    |                                          |
| 2008 | Giochi olimpici            | Pechino        | 10000 m piani  | 9º        | 27'25"33    |                                          |
| 2009 | Mondiali                   | Berlino        | 10000 m piani  | 13º       | 28'04"32    | Miglior prestazione personale stagionale |
| 2009 | Mondiali di mezza maratona | Birmingham     | Individuale    | 15º       | 1h02'25"    |                                          |
| 2010 | Mondiali di cross          | Bydgoszcz      | Corsa seniores | 30º       | 34'38"      |                                          |
| 2010 | Campionati africani        | Nairobi        | 10000 m piani  | 7º        | 28'40"53    |                                          |
| 2011 | Giochi panafricani         | Maputo         | Mezza maratona | dnf       | dnf         |                                          |
| 2014 | Giochi del Commonwealth    | Glasgow        | Maratona       | 11º       | 2h15'21"    |                                          |
| 2015 | Mondiali                   | Pechino        | Maratona       | 45º       | 2h35'27"    | Miglior prestazione personale stagionale |
| 2015 | Giochi panafricani         | Brazzaville    | Mezza maratona | 9º        | 1h05'56"    |                                          |
| 2016 | Giochi olimpici            | Rio de Janeiro | Maratona       | 112º      | 2h28'31"    |                                          |
| 2017 | Mondiali di cross          | Kampala        | Corsa seniores | 48º       | 30'53"      |                                          |
| 2017 | Mondiali di cross          | Kampala        | A squadre      | 7º        | 147 p.      |                                          |

## Altre competizioni internazionali
2001
- Oro alla Babati Half Marathon - 1h04'44"

2002
- Bronzo alla Lagos International Half Marathon ( Lagos) - 1h04'00"

2003
- 4º alla Stramilano ( Milano) - 1h01'34"
- Argento alla Zevenheuvelenloop (15 km) ( Nimega) - 43'31"
- Oro al Cross Internacional Valle de Llodio ( Llodio) - 28'19"

2004
- 6º alla Stramilano ( Milano) - 1h01'03"
- Oro al Cross Internacional de la Constitución ( Alcobendas) - 30'13"

2005
- Oro alla Lagos International Half Marathon ( Lagos) - 1h02'21"
- Oro alla Crim Festival of Races ( Flint) - 47'46"

2006
- Oro nella mezza maratona di Bogotà ( Bogotà)
- 10º alla Maratona di Amsterdam ( Amsterdam) - 2h13'24"

2009
- 4º alla Great Manchester Run ( Manchester) - 28'41"

2011
- Argento alla Mezza maratona di Amburgo ( Amburgo) - 1h03'20"

2014
- Bronzo alla Corrida Internacional de São Silvestre ( San Paolo)

2016
- 5º alla Maratona di Nagano ( Nagano) - 2h17'35"